# Myrmarachne lanyuensis
Myrmarachne lanyuensis este o specie de păianjeni din genul Myrmarachne, familia Salticidae, descrisă de Huang J. în anul 2004. Conform Catalogue of Life specia Myrmarachne lanyuensis nu are subspecii cunoscute.